# Germania (légitársaság)
A Germania (légitársaság) (IATA: ST, ICAO: GMI, Hívójel: GERMANIA) egy légitársaság volt Németországban. A légitársaság 2019. február 5-én csődeljárást követően leállította járatait.

## Légiflotta

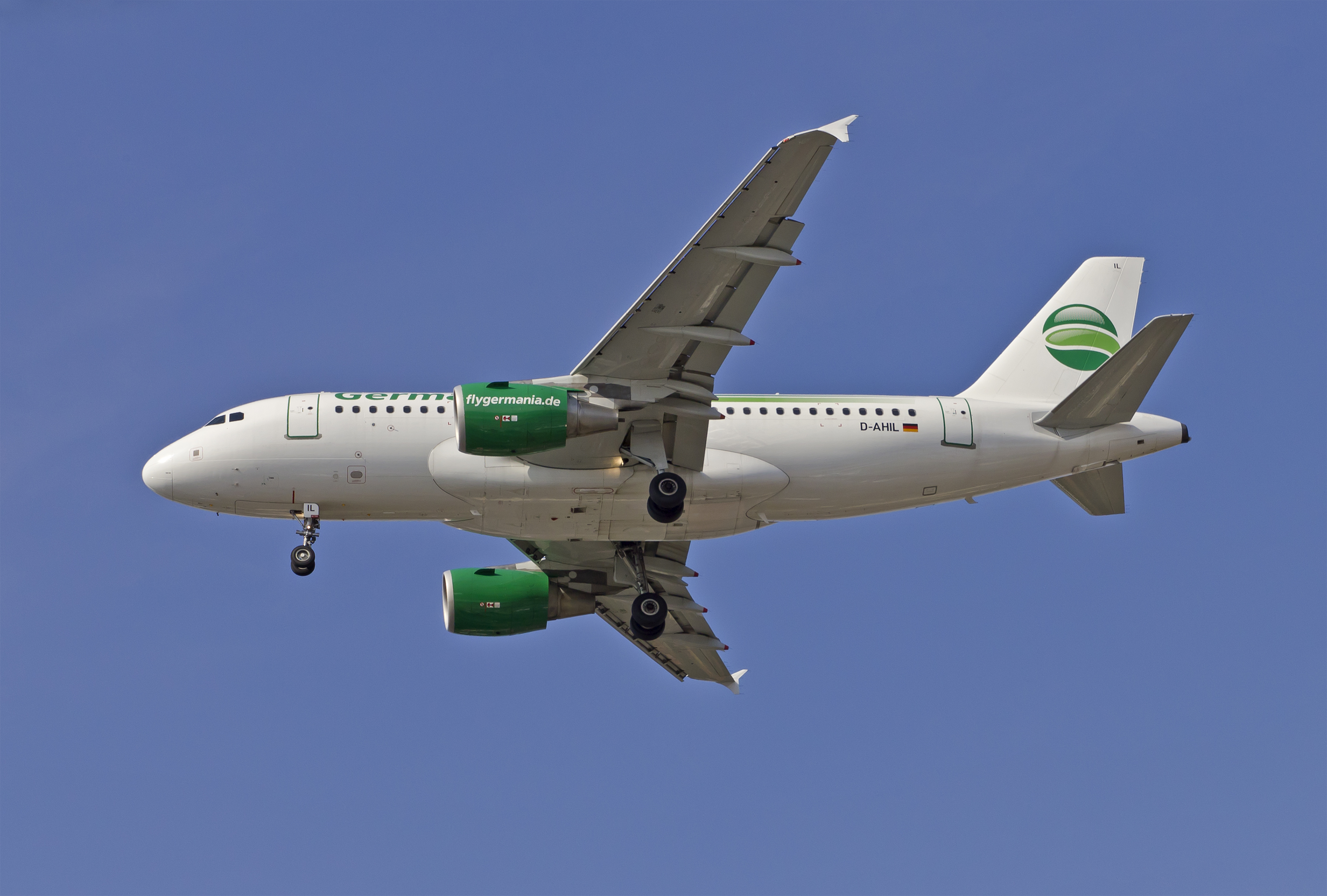
Egy Germania Airbus A319 (2011)

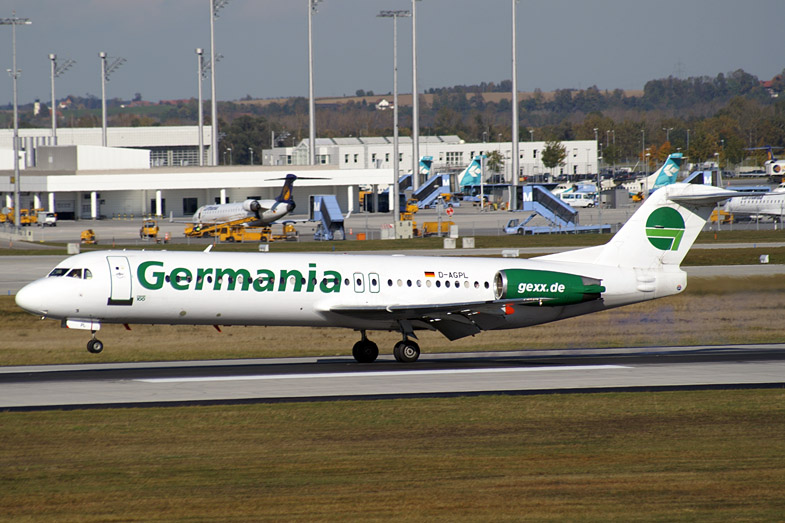
Egy Germania Fokker 100 leszállása (2005).
A Germania csak 2003 és 2008 között üzemeltette őket

2013 júliusában az alábbi gépek tartoztak a flottába: